# Saint-Suliac
Saint-Suliac est une commune française située dans le département d'Ille-et-Vilaine en région Bretagne et sur le littoral de l'estuaire de la Rance, peuplée de 977 habitants.

## Géographie

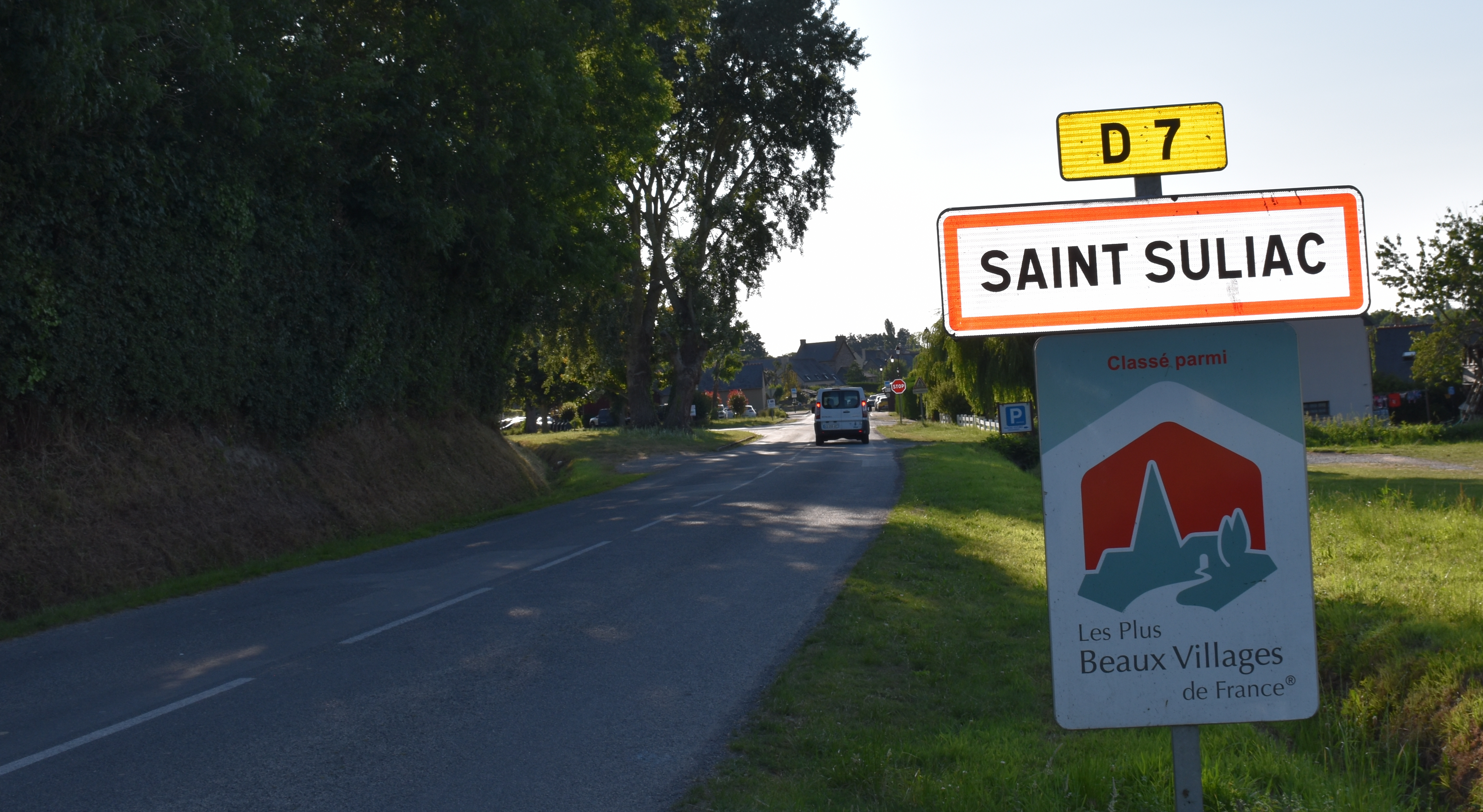
Une entrée de la commune avec le panneau Les plus beaux villages de France.

Saint-Suliac est une commune littorale et estuarienne située dans le nord de l'Ille-et-Vilaine et dans le nord-est de la région Bretagne. Le village de Saint-Suliac appartient à l'arrondissement de Saint-Malo et au canton de Châteauneuf-d'Ille-et-Vilaine. Il est à 10 km de Saint-Malo, 20 km de Cancale, 15 km de Dinan et de Dinard, 20 km de Dol-de-Bretagne, 25 km de Combourg, 40 km du cap Fréhel et du Mont-Saint-Michel, 45 km de Bécherel, 60 km de Rennes.
Saint-Suliac est classé parmi les Plus Beaux Villages de France depuis 1999 : ce village portuaire du Clos Poulet, typiquement breton, est situé sur la Côte d'Émeraude, sur la rive droite de l'estuaire de la Rance. Le village est organisé autour de son église et de son port, en de multiples petites rues tortueuses et charmantes. La commune de Saint-Suliac est pratiquement une presqu'île, avec 12 km de rivage. Ses très nombreux sentiers côtiers de randonnées vont à la rencontre de sites naturels classés : au moulin à marée de Beauchet, aux anciennes salines des Guettes (fondées en 1736), à la Pointe du Puits, à la Pointe de Grainfollet, au Mont-Garrot, haut de 73 m, qui offrent de magnifiques belvédères sur l'estuaire de la Rance, sur les pays de Saint-Malo, Dol-de-Bretagne, Dinan et du Mont-Saint-Michel.
Saint-Suliac, est un village portuaire de pêcheurs de l'estuaire de la Rance, il est l'un des rares villages véritablement maritimes de cet estuaire, entre Saint-Malo et Dinan. Ses rues étroites et ses maisons anciennes en granite sont tournées vers le port.

### Environnement naturel

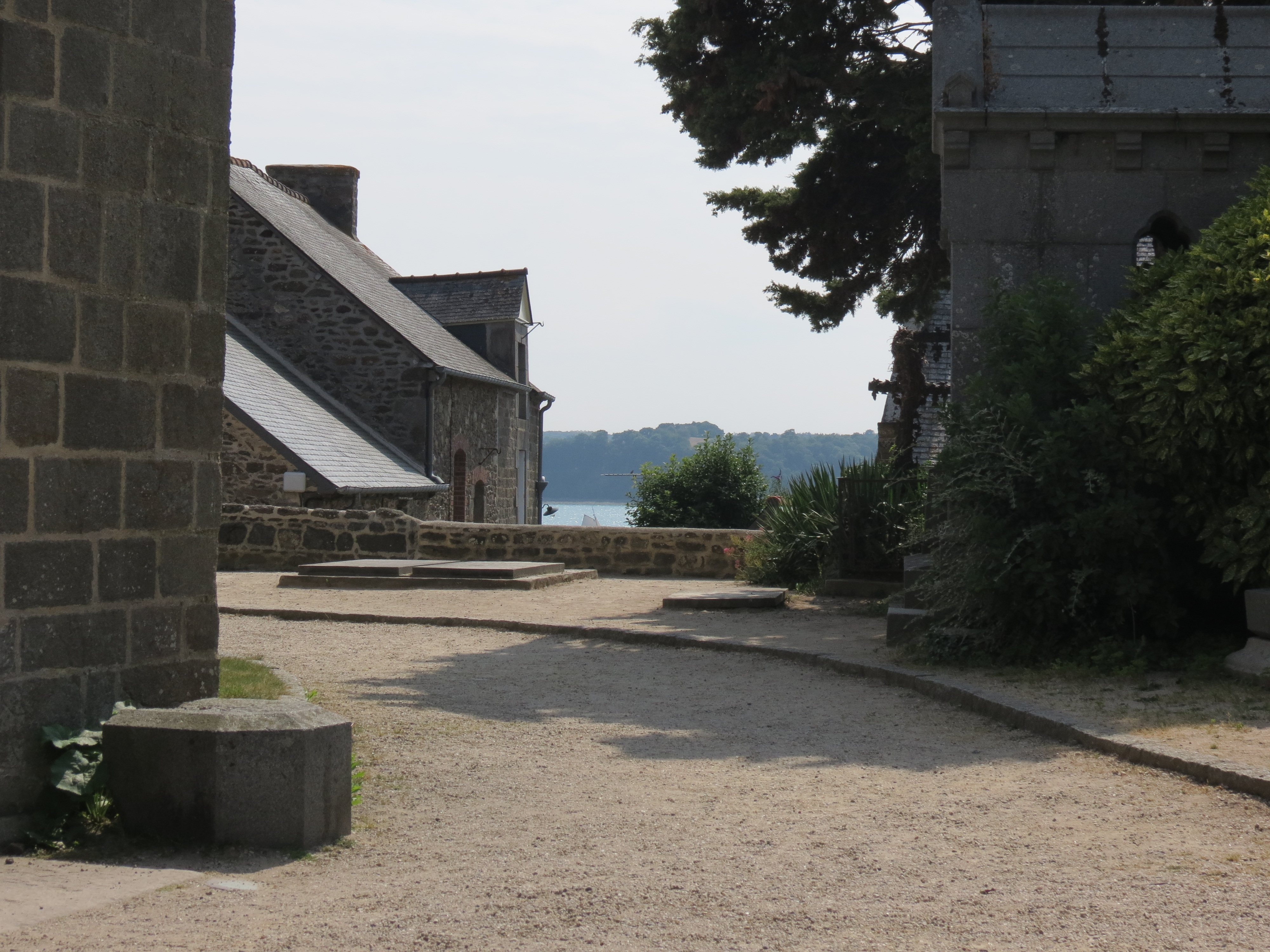
Vue depuis le jardin de l'Église de Saint-Suliac.

- L'estuaire de la Rance, un site naturel classé[1] et protégé pour son environnement marin : Site d'importance communautaire Natura 2000[2].
- Ses sites classés[3], ses plages et ses sentiers côtiers de randonnée GR 34 C, en bordure de l'estuaire de la Rance :
- pointe du Mont-Garrot ;
- pointe de Grainfollet ;
- pointe de Garel ;
- pointe du Puits ;
- anciennes salines des Guettes ;
- marais de la Goutte, où poussent dans les parties les plus salées les phragmitaies (Phragmites australis)[4].

### Aménagement et projets de territoire
Un projet de Parc naturel régional est à l'étude sur l'ensemble Rance - Côte d'Émeraude, soit 66 communes, du cap Fréhel à la pointe du Grouin (Cancale), d'ouest en est, et de Saint-Malo à Guitté, 20 km au sud de Dinan, du nord au sud. La Rance et le secteur breton de la fameuse mer des Faluns sont inclus dans ce périmètre. L'idée est née vers 2003-2005, la région Bretagne a lancé officiellement le projet en 2008. Sa conduite a été confiée à l'association CŒUR Emeraude, présidée par Charles Josselin.

### Communes limitrophes
Saint-Suliac est bordé à l'ouest, au nord et au nord-est, par l'estuaire de la Rance.
| Pleurtuit estuaire de la Rance Le Minihic-sur-Rance estuaire de la Rance | Saint-Jouan-des-Guérets estuaire de la Rance | Saint-Père-Marc-en-Poulet estuaire de la Rance |
| Langrolay-sur-Rance estuaire de la Rance                                 | Saint-Suliac                                 | Saint-Père-Marc-en-Poulet estuaire de la Rance |
| Plouër-sur-Rance estuaire de la Rance                                    | La Ville-ès-Nonais                           | Châteauneuf-d'Ille-et-Vilaine                  |

### Transports
- Saint-Suliac avait une gare de train TIV du chemin de fer secondaire implantée en Ille-et-Vilaine, sur la ligne Rennes - Saint-Malo (1901 - 1950).
- Les bus ont remplacé le train, le réseau Transports en commun de Saint-Malo dessert la commune via la ligne 12 Saint-Malo - Plerguer.
- En voiture, sur la voie express Rennes - Saint-Malo, route nationale 137, prendre :
- : Saint-Suliac, Saint-Père-Marc-en-Poulet, en venant de Rennes,
- : Saint-Jouan-des-Guérets, Saint-Père-Marc-en-Poulet, Saint-Suliac, en venant de Saint-Malo.

### Hydrographie
Pour un article plus général, voir Réseau hydrographique d'Ille-et-Vilaine.
La commune est située dans le bassin Loire-Bretagne. Elle est drainée par la Goutte,.

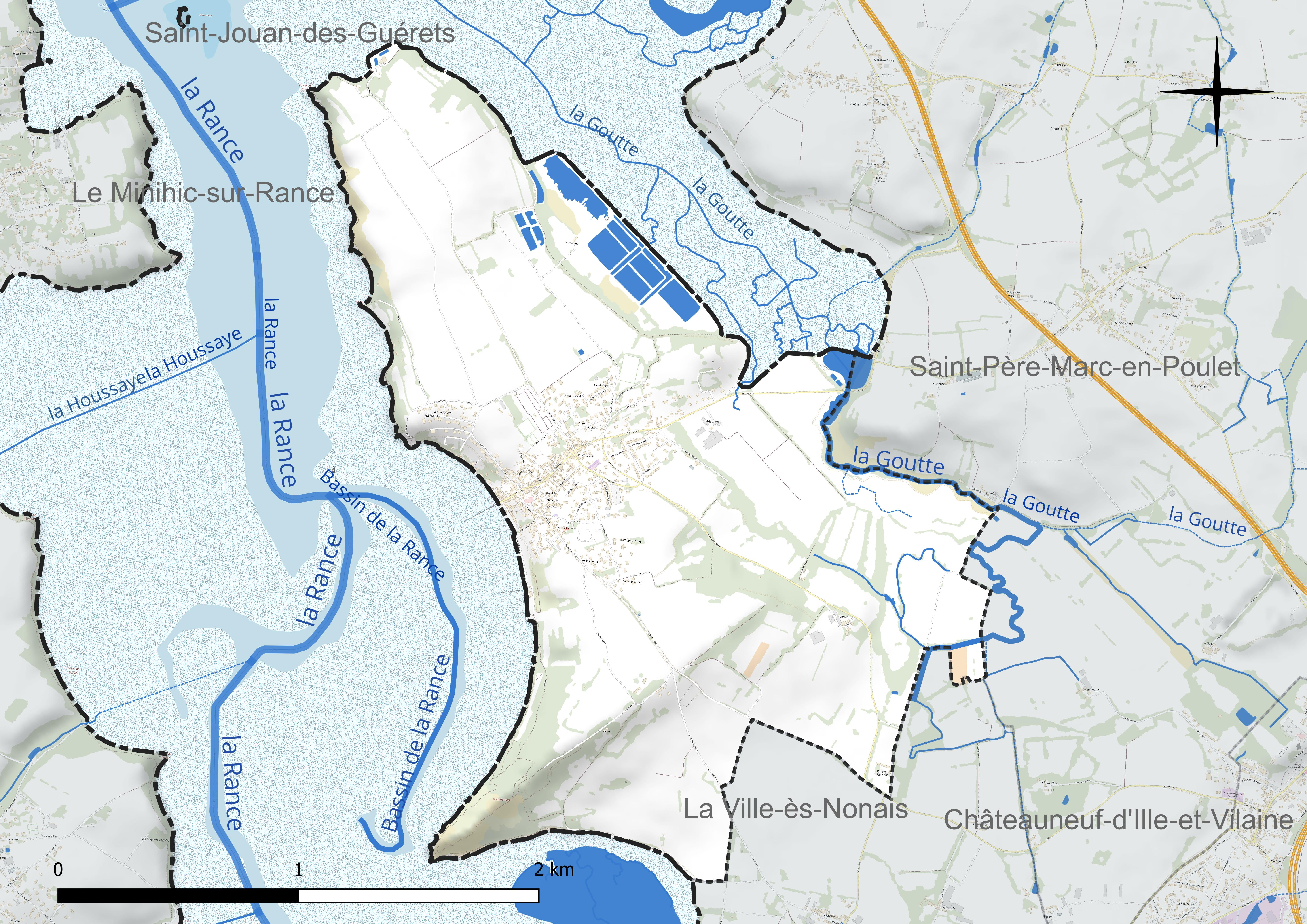
Réseau hydrographique de Saint-Suliac.

### Climat
Pour des articles plus généraux, voir Climat de la Bretagne et Climat d'Ille-et-Vilaine.
En 2010, le climat de la commune est de type climat océanique franc, selon une étude du CNRS s'appuyant sur une série de données couvrant la période 1971-2000. En 2020, Météo-France publie une typologie des climats de la France métropolitaine dans laquelle la commune est exposée à un climat océanique et est dans la région climatique  Bretagne orientale et méridionale, Pays nantais, Vendée, caractérisée par une faible pluviométrie en été et une bonne insolation. Parallèlement l'observatoire de l'environnement en Bretagne publie en 2020 un zonage climatique de la région Bretagne, s'appuyant sur des données de Météo-France de 2009. La commune est, selon ce zonage, dans la zone « Intérieur », exposée à un climat médian, à dominante océanique.  
Pour la période 1971-2000, la température annuelle moyenne est de 11,4 °C, avec une amplitude thermique annuelle de 11,9 °C. Le cumul annuel moyen de précipitations est de 706 mm, avec 12,1 jours de précipitations en janvier et 6,9 jours en juillet. Pour la période 1991-2020, la température moyenne annuelle observée sur la station météorologique la plus proche, située sur la commune de Pleurtuit à 6 km à vol d'oiseau, est de 11,9 °C et le cumul annuel moyen de précipitations est de 752,0 mm,. Pour l'avenir, les paramètres climatiques de la commune estimés pour 2050 selon différents scénarios d'émission de gaz à effet de serre sont consultables sur un site dédié publié par Météo-France en novembre 2022.

## Urbanisme

### Typologie
Au 1er janvier 2024, Saint-Suliac est catégorisée bourg rural, selon la nouvelle grille communale de densité à sept niveaux définie par l'Insee en 2022.
Elle est située hors unité urbaine. Par ailleurs la commune fait partie de l'aire d'attraction de Saint-Malo, dont elle est une commune de la couronne,. Cette aire, qui regroupe 35 communes, est catégorisée dans les aires de 50 000 à moins de 200 000 habitants,.
La commune, bordée par la Manche, est également une commune littorale au sens de la loi du 3 janvier 1986, dite loi littoral. Des dispositions spécifiques d'urbanisme s'y appliquent dès lors afin de préserver les espaces naturels, les sites, les paysages et l'équilibre écologique du littoral, tel le principe d'inconstructibilité, en dehors des espaces urbanisés, sur la bande littorale des 100 mètres, ou plus si le plan local d'urbanisme le prévoit.

### Occupation des sols
L'occupation des sols de la commune, telle qu'elle ressort de la base de données européenne d'occupation biophysique des sols Corine Land Cover (CLC), est marquée par l'importance des territoires agricoles (82,5 % en 2018), une proportion identique à celle de 1990 (82,5 %). La répartition détaillée en 2018 est la suivante : 
terres arables (41,2 %), prairies (41,2 %), zones urbanisées (13,1 %), zones humides côtières (4,4 %). L'évolution de l'occupation des sols de la commune et de ses infrastructures peut être observée sur les différentes représentations cartographiques du territoire : la carte de Cassini (XVIIIe siècle), la carte d'état-major (1820-1866) et les cartes ou photos aériennes de l'IGN pour la période actuelle (1950 à aujourd'hui).

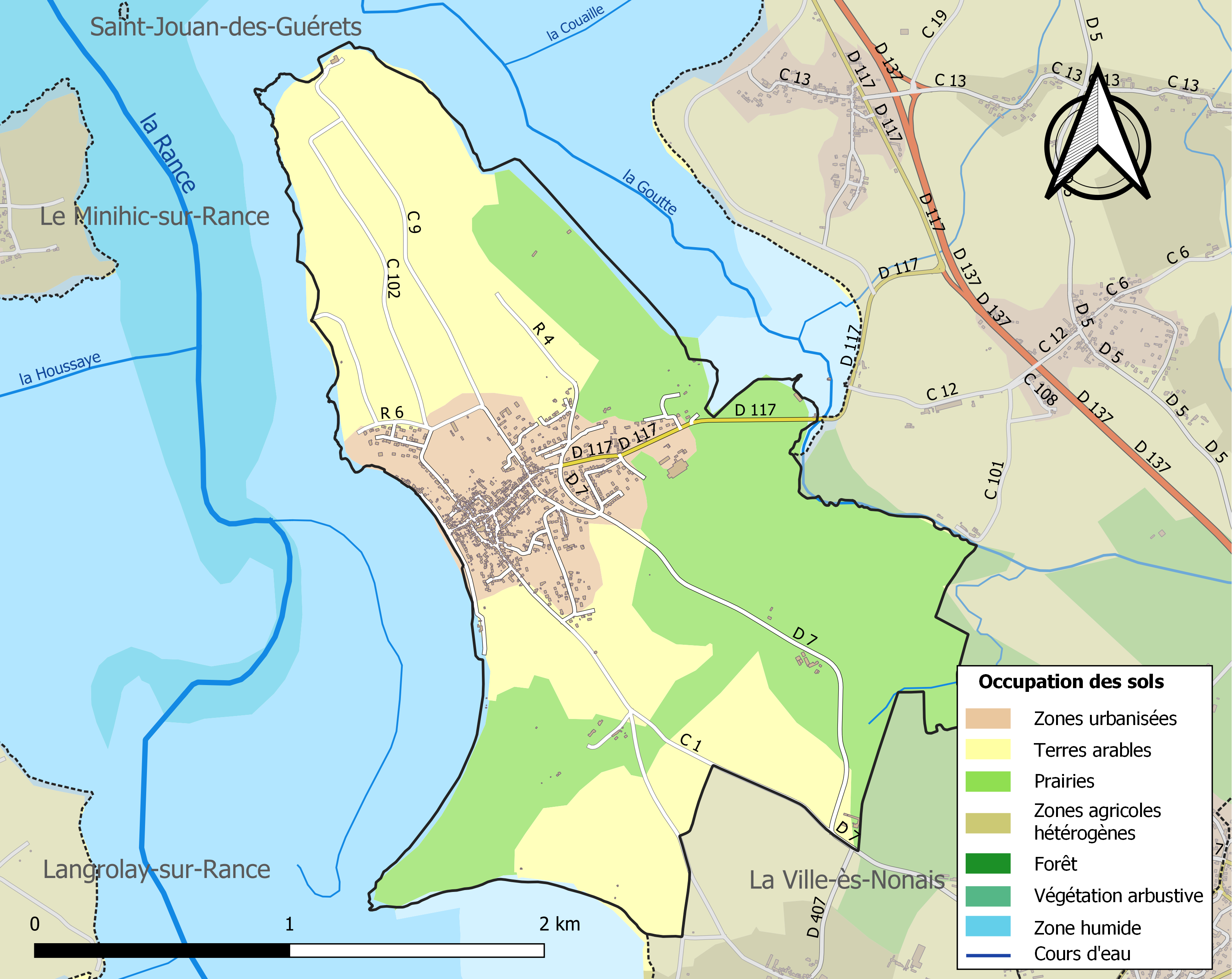
Carte des infrastructures et de l'occupation des sols de la commune en 2018 (CLC).

## Toponymie
Le nom de la localité est attesté sous les formes Ecclesia Sancti Suliani en 1136, parochia Sancti Sulini en 1246.
Son nom vient d'un ermite gallois du VIe siècle, Tysilio ou Suliau (dénommé plus tard Suliac). Celui-ci a vécu sur les hauteurs du Mont-Garrot et y a fondé un monastère dont la chapelle abbatiale Saint-Laurent fut la première église du village.
Dans l'église paroissiale, une pierre encastrée dans le mur et qui a la forme d'un menhir, haute de 1,82 mètre, comporte une croix en relief à double traverse et une inscription : « Lapistum Sancti Sulini Abbatis » (« Pierre du tombeau de Saint Suliac »), ce qui, selon Dom Lobineau, prouverait que son couvent se situait bien au cœur du bourg, et non sur le mont Garrot ; le monastère de Saint Laurent aurait, selon lui, été construit au XIIe siècle par des bénédictins de Saumur.
Le gentilé est Suliaçais.

## Histoire

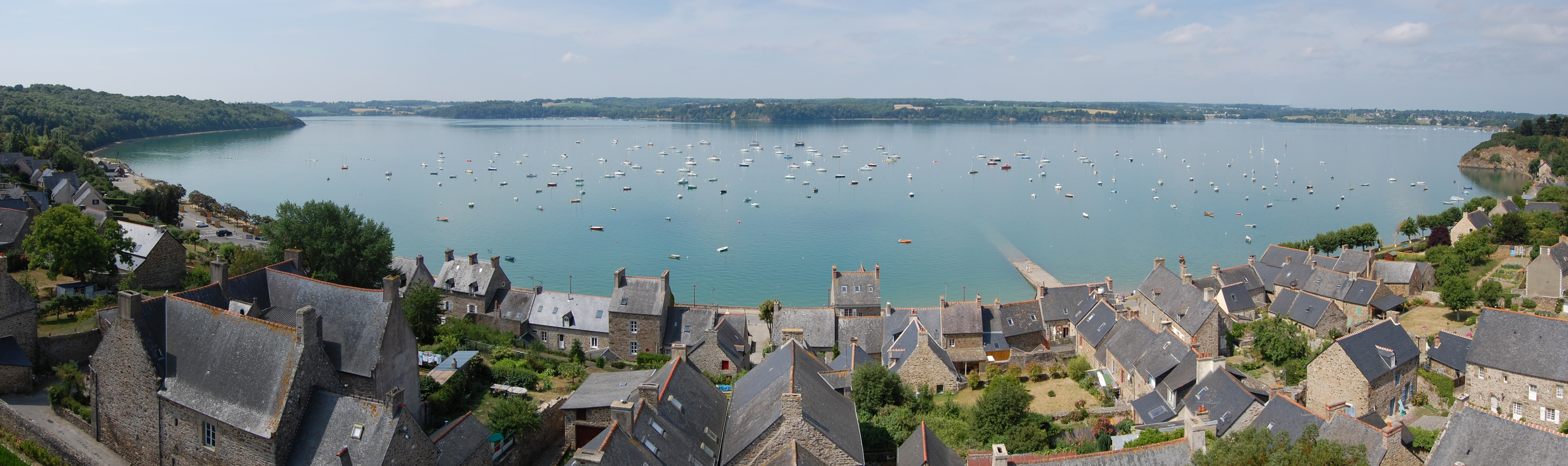
Vue sur la Rance depuis le chemin de ronde du clocher de l'église de Saint-Suliac.

### À l'origine
La région de Saint-Suliac a été habitée depuis la Préhistoire :
- L'Homme de Néandertal  de l'époque paléolithique moyen, entre 300.000 et 28000 av. J.-C. a vécu ici. La découverte d'un gisement exceptionnel de 6 000 objets archéologiques, disposés autour d'un foyer : des silex taillés (pointes, racloirs, grattoirs, burins, perçoirs, etc.) prouve l'intense activité de cette industrie installée sous le vaste abri sous roche de Grainfolet, où se dressait autrefois une hutte en bois et calage de pierres, orientée au sud, ou cabane de chasseurs, appuyée sur la falaise, sur les bords de la Rance. Des restes d'animaux (os et dents) révèlent également la présence sur le territoire, de mammouths, de chevaux et de cerfs[22].
- La Dent de Gargantua, menhir et autrefois de trois autres menhirs, de trois dolmens dont une allée couverte de 13 m sur le versant sud du Mont-Garrot, témoignent de l'importance du site de cette civilisation mégalithique[23].
- Les Coriosolites habitent la région, ils sont un peuple gaulois du groupement des peuples armoricains. Leur nom signifie "les troupes qui veillent". Ils font partie de la Confédération armoricaine.
- Puis à l'époque gallo-romaine, des villas sont construites à proximité du bourg actuel de Saint-Suliac, ainsi qu'au sud de Garrot[24], proche d'une voie romaine, qui est construite entre Corseul et Aleth.
- En 560, un moine gallois nommé Tysilio ou Suliau (dénommé plus tard Suliac) a vécu sur les hauteurs du Mont-Garrot, il y a fondé un monastère dont la chapelle abbatiale Saint-Laurent, fut la première église du village. De cette lointaine époque (VIe siècle) subsistent quelques pierres sculptées récupérées sur les ruines de l'ancien monastère et maintenant intégrées à l'appareillage de certaines maisons. Les vignes plantées autour du monastère produiront, dès le Moyen Âge, des vins assez réputés.

### DuXesiècleauXVIIesiècle
On a cru que les Vikings avaient installé une place forte en Saint-Suliac, sur l'estuaire de la Rance, une fortification en pierres et terre contrôlant la circulation fluviale, et sur laquelle ils érigèrent des pieux, au sud du Mont-Garrot et sur un site fortifié plus ancien. Ils auraient reconstruit une cité portuaire dénommée Gardaine, avec enceinte fortifiée quadrangulaire, une ceinture de rempart continue de plus de 600 mètres. L'espace intérieur fait 2,15 hectares et aurait accueilli des drakkars ou une fortification de bois juché sur un promontoire de terre. Ce site stratégique aurait été abandonné après leur défaite de 939, à l'origine de leur repli vers la Normandie. Cette affirmation repose en partie sur le Roman d'Aiquin, un ouvrage du XIIe siècle sans ambition historique qui compile des évènements de différentes époques, mais dont la vocation politique est évidente. En outre, lors de fouilles réalisées en 2008, la prospection n'a pu apporter la preuve d'une occupation normande (forteresse scandinave ou lieu d'échouage de navires viking). La seule information recueillie sur cet emplacement est la présence d'une huîtrière au XIXe siècle. Plusieurs hypothèses sont émises : saline, pêcherie (« type d'activité clairement attesté dans le périmètre de Saint-Suliac, où devait se trouver un monastère mérovingien, définitivement ruiné du fait des incursions scandinaves et que se serait approprié une puissante famille de la noblesse bretonne »). L'ostréiculteur Jean Vanier à l'origine de cet élevage, demande une autorisation de concession à laquelle il joint un dessin sur lequel aucune fortification n'est représentée. Antérieurement, le relevé précis de la carte de Cassini en 1758 n'avait montré aucune trace d'un établissement à cet endroit. En 1893, le lieu est décrit comme « huîtrière de Garrot ». Enfin, aucune fouille archéologique n'a révélé de trace antérieure au XIXe siècle.
Une nouvelle église romane est construite au centre du bourg actuel, dont il ne subsiste que la porte principale du pignon ouest. En 1136, la paroisse de Saint-Suliac qui dépendait de l'évêché de Saint-Malo, passe sous la dépendance de la très puissante abbaye Saint-Florent de Saumur, en Anjou. À la fin du XIIIe siècle, on reconstruit l'église, ce qui va lui donner sa belle stylistique gothique du XIIIe siècle.
À cette époque, la paroisse compte ainsi sur son territoire deux autres prieurés, Saint-Laurent de Garrot fondé par saint Suliac, qu'elle conserve et Sainte-Marie-des-Stablons en La Ville-es-Nonais, avec une juridiction seigneuriale de moyenne justice, et qui dépend de l'abbaye Saint-Sulpice-des-Bois.
Les moines Condonats de l'abbaye Saint-Sulpice-des-Bois avaient également fondé un couvent à La Moinerie.
Au sud du Mont-Garrot, la motte castrale de la Haute-Motte, ou Tertre de l'Escure, est construite, comme ouvrage de défense, château fortifié médiéval, du XIe siècle ou XIIe siècle, muni d'une fontaine, elle surplombe la vallée de la Rance et offre un panorama splendide, de Combourg à Solidor, de Cancale au Mont-Dol et à la pointe du Rozel.
En 1246, les dîmes de Saint-Suliac sont échangées au profit de l'abbaye Notre-Dame du Tronchet par Thomas de Rochefort contre la terre de Val-Hervelin. Dans les Déclarations de 1685 et de 1790, elles sont toujours au bénéfice de cette abbaye.
C'est au manoir de La Baguais que se tient la maison des dîmes, le présidial, la prison, mais sa chapelle Saint-André n'est attestée qu'en 1513.
En 1597, lors des guerres de Religion, l'église est fortifiée et occupée militairement. Le 29 août, Saint-Suliac est bombardé violemment par deux galères embossées sur la plage, alors que le bourg est attaqué par l'arrière par plusieurs régiments. L'attaque est fatale : 250 morts autour de l'église en feu, au soir du 29 août 1597.
Les habitants du village portuaire de Saint-Suliac sont en grande partie des marins. Ils pratiquent la pêche aux lançons sur des chippes, la pêche côtière sur des maquereautiers et embarquent pour la grande pêche sur les Bancs ou à Terre-Neuve. Ils naviguent également sur les navires de commerce armés au cabotage ou au long cours. Ils sont enfin présents sur les navires corsaires pratiquant la course lors des guerres. En temps de paix, chaque jour, la marée ouvrent aux Suliaçais une communication facile sur l'estuaire de la Rance, avec Saint-Malo et Dinan, ils livrent tous les produits de leur territoire en petit cabotage.
Après le départ des religieuses, obligées en 1621 de rentrer toutes dans la clôture de l'abbaye Saint-Sulpice-des-Bois, la chapelle priorale Sainte-Marie-des-Stablons, devint frairienne, pour le village de La Ville-ès-Nonais. Cette chapelle romane sera désormais dédiée à sainte Anne.
En 1693, les Anglais, ne pouvant vaincre les corsaires malouins, décident de détruire Saint-Malo. Ils lancent contre les remparts un brûlot de quatre cents tonneaux bourré de poudre, de matières inflammables, de bombes, de vieux canons. Heureusement, le feu est mis trop vite à la machine infernale qui ne cause que des dégâts matériels et un fracas épouvantable. L'oscillation du sol est sentie jusqu'à Saint-Suliac, Port Saint-Jean et Doslet.

### Les Templiers et les Hospitaliers
Les Hospitaliers de l'ordre de Saint-Jean de Jérusalem possédaient un fief, un hôpital et la chapelle frairienne Saint-Gilles du village antique et bailliage de Doslet. La chapelle et son clocher étaient romans, la vitre-maîtresse portait en chef les blasons écartelés de Rieux, (D'azur à 5 besants d'or, posés 3, 2, 1) et de Rochefort, (Vairé d'or et d'azur).
En 1160 et 1161, le duc Conan IV de Bretagne et le pape Alexandre III confirmaient aux Templiers  les biens qu'ils possédaient sur les bords de la Rance à Port-Establehon (Port-Saint-Jean). Ils avaient un fief, un manoir avec colombier et vigne, un hôpital, une aumônerie et une chapelle Saint-Jean-Baptiste. Ils avaient aussi le bailliage du port : où ils assuraient le passage en bateau sur la Rance, vers l'autre rive, Port Saint-Hubert en Plouër.
Après 1308 et l'abolition de l'ordre du Temple ces possessions passèrent aux Hospitaliers. La juridiction seigneuriale de Port-Establehon, s'étendant en treize paroisses : Hillion, Plaine-Haute, Pleslin-Trigavou, Plaintel, Plouër-sur-Rance, Taden, Hénon, Planguenoual, Saint-Aaron, Pléneuf-Val-André, Caulnes, Pleudihen-sur-Rance et Évran.

### LeXVIIIesiècle
Lors des nombreuses guerres du XVIIIe siècle, les corsaires effectuent de véritables exploits et le suliaçais Thomas-Auguste Miniac de La Moinerie se distingue particulièrement avec la prise du vaisseau anglais de 56 canons « HMS Ruby » en 1707 et au siège de Rio de Janeiro en 1711, comme le précise lui-même Duguay-Trouin, dans ses Mémoires.
En 1736, le comte de La Garaye fit creuser des marais salants, protégés par une digue et des chaussées, au fond de l'anse de la Couailles, pour occuper les ouvriers sans travail. Une vingtaine de douaniers surveilleront les salines. La maison et bureau de la gabelle, se situait à l'extrémité ouest de la digue de Beauchet. Les salines fonctionneront jusqu'en 1900. Elles approvisionnaient en sel les navires de la grande pêche.
En 1758, les Anglais ravagent à nouveau les bords de la Rance.
Les Acadiens :
- Après la déportation des Acadiens de 1755, 111 familles réfugiées acadiennes (environ 500 personnes) s'installent et vécurent à Saint-Suliac, entre 1758 et 1774, 25 enfants sont enterrés dans le porche de l'église, mais il n'y a pas eu un seul mariage mixte Acadien-Suliaçais. Ils quittent Saint-Suliac, pour s'installer dans le Poitou et en Louisiane, où l'État leur offre des terres à défricher. Les derniers partent en 1774[35].

La Révolution française :
- Lors de la Révolution, Saint-Suliac s'appelle désormais Port-Suliac[36] et Port Saint-Jean reprend son ancien nom Port-Stablon. En octobre 1792, le prieur doit se cacher et le vicaire s'exiler et un curé constitutionnel est installé à Port-Suliac. Le 20 octobre a lieu l'inventaire des objets du culte dans les chapelles de La Ville-ès-Nonais, Port-Stablon et Doslet. Ces chapelles et les biens appartenant aux religieuses de Saint-Sulpice : la Métairie-aux-Abbesses, la Moinerie… sont déclarés biens nationaux. Le 5 janvier 1793, le Directoire de Saint-Malo décide de fermer l'église, parce que des cérémonies religieuses y sont célébrées malgré leur interdiction. L'église de Port-Suliac sert alors de Temple de la déesse Raison. Le conseil municipal au complet doit assister aux fêtes de la Décade, avec le Comité de Surveillance et la Société Populaire. En septembre 1795, on enlève le pavage de l'église pour récupérer le salpêtre (poudre à canon), mais les odeurs fétides qui se dégagent des tombeaux découverts entraîne le déplacement des fêtes de la Décade au presbytère.
- La chouannerie est très active dans la région. Les chouans profitent de l'estuaire de la Rance, avec ses baies et criques tranquilles, pour organiser des transports maritimes et le service du courrier des princes, vers Jersey, Guernesey ou l'Angleterre[37]. Le 8 mars 1795, le lougre "Sea-Floor" débarquent clandestinement durant la nuit, à l'aide de chaloupes, dans la baie du moulin de Beauchet, en Saint-Suliac, neuf chefs chouans et 130 royalistes émigrés bien armés, destinés à rejoindre les troupes catholiques et royales du quartier général de Puisaye[38].

### LeXIXesiècle
Le Consulat rétablit le culte catholique à l'église paroisiale, avec le nom de "Saint-Suliac" et rend au clergé les chapelles romanes de Saint-Gilles de Doslet, de Saint-Anne de la Ville-es-Nonais et de Saint-Jean-Baptiste à Port-Saint-Jean.
En 1813, les chapelles romanes de Doslet et de Port-Saint-Jean, pillées sous la Révolution, en mauvais états, sont désaffectées et vendues. En 1831, les ruines de la chapelle abbatiale Saint-Laurent, de Garot, sont enlevées.
Le XIXe siècle voit le tourisme se développer lentement avec quelques constructions de villas balnéaires.
En 1846, l'antique chapelle abbatiale Sainte-Anne des moniales de La Ville-ès-Nonais est démolie, pour faire place à une chapelle beaucoup plus grande, construite par l'architecte Eugène Hawke, en forme de croix latine.
En juin 1846, une épidémie de choléra se déclare à Saint-Suliac et fait treize victimes en quelques jours.
En 1850, Saint-Suliac va perdre de son importance, avec l'érection en commune, de La Ville-ès-Nonais, par démembrement de 434 hectares distraits du territoire de la commune de Saint-Suliac au sud et la perte de 945 habitants des villages et hameaux de La Ville-ès-Nonais, Port-Saint-Jean, Panlivard, la Baguais, Doslet, etc.
La « Société des Régates de Saint-Suliac » est fondée en 1865 et organise tous les ans une grande fête nautique et villageoise.
En 1872, une cale d'embarquement est construite, sur la grève, dans l'axe de la rue principale.
En 1873, la commune est particulièrement éprouvée, 18 marins de Saint-Suliac, sont portés « péris en mer » sur les bancs de Terre-Neuve.

### LeXXesiècle
Pour la loi de séparation des Églises et de l'État, l'Inventaire du 8 mars 1906 fut l'objet d'affrontements sérieux entre les marins qui défendaient l'accès à l'église et le 47e régiment d'infanterie, qui dut battre en retraite.
La construction du pont de Beauchet en 1903, puis de la gare pour l'arrivée du train TIV en 1909, vont désenclaver la presqu'île de Saint-Suliac, par de nouveaux accès, au détriment de la traditionnelle voie maritime.
En 1911, sur la grève, le quai de Vinouse est construit pour désenclaver le hameau de La Villeneuve et va offrir une promenade aux touristes.
Un important filon de quartz blanc cadomien arme les schistes micacés de la pointe de Mont-Garrot, au sein de micaschistes dans lesquels il se ramifie. Dans les années 1920, la société Pigeon creuse dans le flanc sud du mont une galerie de 18 m. Pensant y reconnaître la présence d'un gisement de quartz aurifère, elle y recherche de l'or, en vain. L'éclat des paillettes de pyrite et de mica (surnommés respectivement l'or des fous et l'or de pierre) a induit en erreur l'exploitant. Vestige de ce temps révolu, la « mine d'or » existe toujours.
Saint-Suliac est l'un des rares villages portuaires de l'estuaire de la Rance à être tourné vers la mer et non pas vers l'intérieur des terres. Ses habitants essentiellement des marins, pratiquent la pêche aux lançons (un petit poisson filiforme, dont la taille n'excède pas 20 cm) à bord des Chippes (canot creux à arrière pointu, grée au tiers) qu'ils vendaient à Saint-Malo comme appât pour la pêche aux bars, aux maquereaux… Les pêcheurs suliaçais pratiquaient également la pêche aux seiches, (dites margates en breton), qu'ils utilisaient comme engrais dans les champs, ce qui a donné aux Suliaçais, le surnom de "Margatier". Ils embarquent aussi pour la grande pêche sur les Bancs ou à Terre-Neuve. Ils naviguent également sur les navires de commerce armés au cabotage ou au long cours.
Tous les ans, le Pardon du 15 août, avec sa bénédiction des bateaux et son hommage aux marins disparus, est très suivi par les marins et la population.
Avec la fin de la marine à voile, la population maritime de Saint-Suliac disparait petit à petit, au profit d'une population plus rurale ou d'origine urbaine.
Seconde Guerre mondiale :
- Le 1er août 1944, une flottille de huit navires de guerre allemands mouille dans l'estuaire de la Rance, en face de Saint-Suliac, afin de protéger la ligne antichar de Doslet à Châteauneuf qui bloque l'accès de Saint-Malo.
- Le 4 août, à 14 h 40, une patrouille de huit avions Mustang P-51 n'observent alors que cinq dragueurs allemands mouillés l'un derrière l'autre. Les unités américaines du général Patton arrivent en vue de Châteauneuf pour libérer Saint-Malo. Aussitôt, les huit navires allemands ouvrent le feu de toutes leurs pièces. À 16 h, quatre avions chasseurs-bombardiers Thunderbolt P-47 attaquent les navires, puis à 18 h, par trois vagues successives, ils coulent le dragueur de mines allemand M 422. Sur la plage arrière les marins allemands au garde-à-vous, firent tous le salut hitlérien, avant de sauter dans l'eau, alors qu'à Saint-Suliac sur le quai la population et les marins suliacais chantaient la Marseillaise ! Par le Mont-Garot, des Allemands blessés et défaits à Châteauneuf rejoignent aussi Saint-Suliac. Quant aux marins allemands du dragueur arrivés à la nage, à la pointe de Grainfolet, ils se rendent tous, et remettent leurs armes aux Suliaçaises. Puis, regroupés, se constituant prisonniers, ils sont tous rassemblés au patronage, où ils sont soignés par le médecin de Châteauneuf, le docteur L'Hénoret[41].
- Des Américains du 329e IR de la 3e armée américaine du général Patton, arrivent à Saint-Suliac. Ils installent un canon dans la cour de la ferme de Chablés, qu'ils font tirer durant une dizaine de jours, sur toutes les fortifications allemandes du port de Saint-Malo, sur Aleth à Saint-Servan, sur l'île de Cézembre dans la baie de Saint-Malo, sur l'aéroport de Pleurtuit, etc. pour assurer la libération de Saint-Malo.

Le train TIV est abandonné en 1950 et remplacé par des autocars.
Les années 1960-70 voient un développement du village avec la construction du quai vers les Clos de Brons et d'un terre-plein sur enrochements. Des lotissements étendent le village sur Grainfolet et plus tardivement, vers les marais et vers Garrot. Son évolution est celle d'une station balnéaire, avec la construction de nombreuses villas secondaires.
Les régates et les fêtes nautiques inter-villages du Comité des fêtes ponctuent la saison estivale.
En 1965, avec le développement de la plaisance et du port, une école de voile est créée, pour former les jeunes à la voile, comme derniers héritiers de cette tradition maritime.
La construction en 1963-1966 du barrage de la Rance, en aval de Saint-Suliac, a profondément modifié l'écosystème, les fonds marins, les marnages et les courants de l'estuaire de la Rance. Le marégraphe de Saint-Suliac, construit à cette occasion, donne les hauteurs d'eau pour l'ensemble de l'estuaire, en amont du barrage.
La chippe "Maria" construite en 1992, est la réplique à l'identique de plusieurs "Chippes de Saint-Suliac", bateaux de pêche aux lançons, d'après des plans de 1910 du chantier Lemarchand de La Landriais. Ce bateau a été primé à Brest en 1992. Son lancement a été l'occasion d'une grande fête nautique et villageoise à Saint-Suliac.
Cette fête est reprise par le Comité des fêtes, qui organise tous les ans, le festival "Saint-Suliac il y a cent ans"
En 2008, la part des résidences secondaires représente 25 % de l'habitat suliaçais.

### La Garde Côtes et le Syndicat maritime
- La Garde Côtes :

Depuis la guerre de Cent Ans, le guet sur les côtes de France est assuré par la population locale. L'engagement dans les Milices Garde-Côtes du littoral fait partie des servitudes de l'ancien régime. Saint-Suliac relève de la Capitainerie de Saint-Malo. Louis XIV réforme ce service en 1669 : dix Suliaçais sont mobilisés sur la commune. En 1744, Le corps de garde-côtes, à signaux, situé sur la pointe du Mont-Garrot, voûté de 12 pieds sur 6, sera restauré. Les ruines d'un second corps de garde-côtes ou de douaniers est encore visible sur la pointe de Garel.
- Le Syndicat maritime de Saint-Suliac :

L'inscription maritime a été créée en 1670, par Colbert, afin de recenser tous les marins de la Pêche et du Commerce, en vue de leurs obligations militaires au service de la Marine Royale. Le littoral français fut divisé en circonscriptions territoriales, qui se déclinaient ainsi : Arrondissements maritimes, Sous-Arrondissements, Quartiers maritimes, Sous-Quartiers maritimes ou Syndicats maritimes. Ils sont souvent remaniés au fil du temps. Saint-Suliac relève du Quartier maritime de Saint-Malo et à partir de 1847, les bateaux doivent porter avant l'immatriculation, des lettres d'identification de leur quartier maritime, "SM" pour Saint-Malo; Avec une importante population maritime, Saint-Suliac était aussi le siège d'un Syndicat Maritime, sa circonscription s'étendra sur les paroisses, puis communes de Saint-Suliac, La Ville-ès-Nonais, Miniac-Morvan, Saint-Père-Marc-en-Poulet, Châteauneuf, Saint-Guinoux, La Gouesnière, Bonaban, Lillemer et Plerguer. En 1957, la Direction des Affaires maritimes passe sous la tutelle d'un Ministère civil : il ne recrute plus pour l'armée et supprime tous les Sous-Quartiers, Syndicats des gens de mer, Préposats et Garderies maritimes.

## Héraldique

Vitrail visible au XVIIIe siècle.

La commune ne possède pas d'héraldique en propre. Il a été cependant relevé au cours de travaux que le vitrail principal était orné au début du XVIIIe siècle d'un écusson en alliance dont la 1re partie représentait les armes de Pierre Jean de la Motte de Lesnage, seigneur fondateur (De sable fretté d'or de 6 pièces) et la 2de celles de sa femme, Anne Thérèse du Fresne, demoiselle du Colombier (De sinople au chef denché d'or, chargé de 3 tourteaux de gueules). Il est à remarquer que le témoignage concernant le blasonnement de Mme de la Motte est fautif. Le tout était surmonté d'une couronne comtale.
Les blasons plus anciens de Rieux, (D'azur à 10 besants d'or, posés 4,3,2,1) et de Beringhen, (D'argent à 3 pals de gueules, au chef d'azur chargé de 2 quintefeuilles d'argent), étaient également visibles autrefois dans l'église de Saint-Suliac, pour les pré-émininences du marquisat de Châteauneuf.

## Politique et administration

### Intercommunalité
La commune fait partie de la Saint-Malo Agglomération. Cet établissement public de coopération intercommunale (EPCI) créé le 1er janvier 2001 regroupe dix-huit communes où vivent près de 83 000 habitants (2009).

### Équipements ou services

#### Station de sauvetage SNSM
La station de Saint-Suliac, de la Société nationale de sauvetage en mer, intervient sur toute la Rance maritime, des écluses de La Hisse jusqu'à l'usine marémotrice de la Rance, avec ses canots de sauvetage. Elle met en œuvre une vedette légère de 9 mètres SNS441 Denise-Anne (auparavant affectée à Saint-Malo) et un canot pneumatique semi rigide, armés par des sauveteurs bénévoles, prêts à intervenir dans les plus brefs délais.
La station de sauvetage de Saint-Suliac est aussi un centre de formation pour les jeunes sauveteurs de la Société nationale de sauvetage en mer (SNSM).

## Démographie
L'évolution du nombre d'habitants est connue à travers les recensements de la population effectués dans la commune depuis 1793. Pour les communes de moins de 10 000 habitants, une enquête de recensement portant sur toute la population est réalisée tous les cinq ans, les populations de référence des années intermédiaires étant quant à elles estimées par interpolation ou extrapolation. Pour la commune, le premier recensement exhaustif entrant dans le cadre du nouveau dispositif a été réalisé en 2005.
En 2022, la commune comptait 977 habitants, en évolution de +6,43 % par rapport à 2016 (Ille-et-Vilaine : +5,46 %, France hors Mayotte : +2,11 %).
| 1793  | 1800  | 1806  | 1821  | 1831  | 1836  | 1841  | 1846  | 1851  |
| ----- | ----- | ----- | ----- | ----- | ----- | ----- | ----- | ----- |
| 1 437 | 1 614 | 1 384 | 1 577 | 1 753 | 1 884 | 1 970 | 1 990 | 1 025 |

| 1856 | 1861  | 1866  | 1872 | 1876 | 1881 | 1886 | 1891 | 1896 |
| ---- | ----- | ----- | ---- | ---- | ---- | ---- | ---- | ---- |
| 967  | 1 023 | 1 060 | 879  | 975  | 918  | 945  | 909  | 881  |

| 1901 | 1906 | 1911 | 1921 | 1926 | 1931 | 1936 | 1946 | 1954 |
| ---- | ---- | ---- | ---- | ---- | ---- | ---- | ---- | ---- |
| 858  | 829  | 802  | 792  | 807  | 751  | 722  | 684  | 666  |

| 1962 | 1968 | 1975 | 1982 | 1990 | 1999 | 2005 | 2006 | 2010 |
| ---- | ---- | ---- | ---- | ---- | ---- | ---- | ---- | ---- |
| 675  | 610  | 614  | 768  | 802  | 853  | 901  | 901  | 940  |

| 2015 | 2020 | 2022 | - | - | - | - | - | - |
| ---- | ---- | ---- | - | - | - | - | - | - |
| 925  | 961  | 977  | - | - | - | - | - | - |

## Lieux et monuments
La commune compte plusieurs monuments historiques :
- Menhir, dit « Dent de Gargantua », menhir sur le lieu-dit Chablé, classé au titre des monuments historiques par la liste de 1889[56] ;
- Église de Saint-Suliac du XIIIe-XIVe siècle, classée au titre des monuments historiques en 1912, 1942, puis par arrêté du 8 mars 2001[57], remarquable par sa tour fortifiée, entourée d'un enclos paroissial, une construction devenue rare dans cette partie de la Bretagne ;

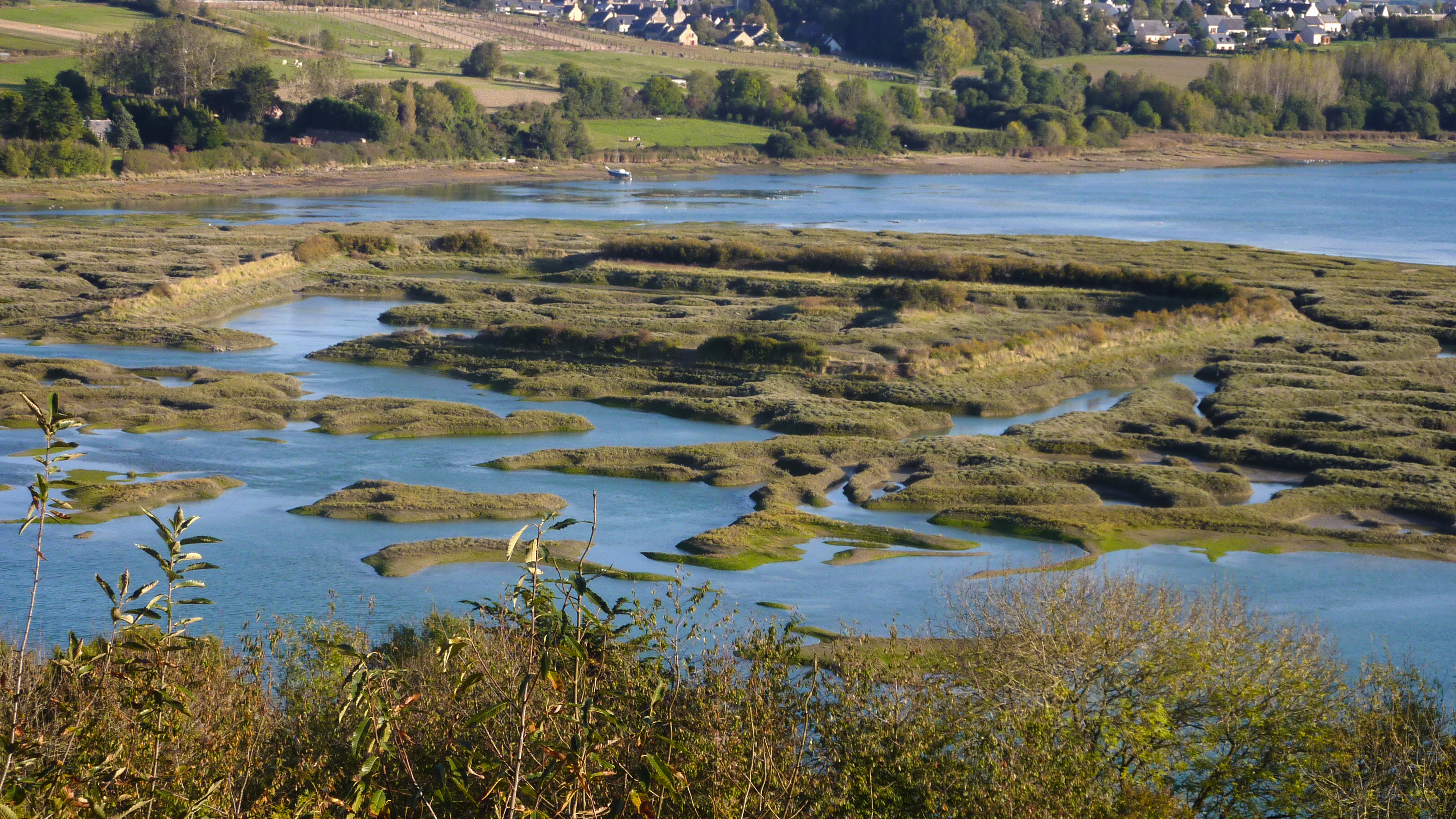
L'enceinte médiévale de la Rance (Saint-Suliac)

- L'enceinte médiévale de la Rance (Saint-Suliac)Vestige du camp dit viking du Xe siècle, dit « l'Huitrière de Garrot », enceinte médiévale fortifiée quadrangulaire visible surtout par mer pleine dans l'anse de Vigneux au sud du Mont-Garrot, classé au titre des monuments historiques par arrêté du 13 août 1986[58];
- Le moulin à marée de Beauchet.

Autres sites et monuments :
- Nombreuses maisons datant des XIVe et XVe siècles, elles présentent des façades de granit d'une grande unité de couleur.
- Oratoire de la Vierge de Grainfolet[59] (1894), érigé par les marins, en quartz blanc du mont Garrot. En 1893, des marins en partance pour une campagne de pêche de 8 à 9 mois au large de Terre-Neuve font le vœu, s'ils reviennent tous vivants, de construire ce sanctuaire en l'honneur de la Notre-Dame de Grainfollet qui forme un belvédère sur l'estuaire de la Rance[60]. Un pardon y est célébré la nuit du 15 août.
- Les vignes de Garrot, 1 250 pieds de chenin, taillés en gobelets sur les coteaux sud du Mont-Garrot[61], puis en 2013, 700 pieds de cépage rondo plantés, pour une première vendange le 23 septembre 2017[62].

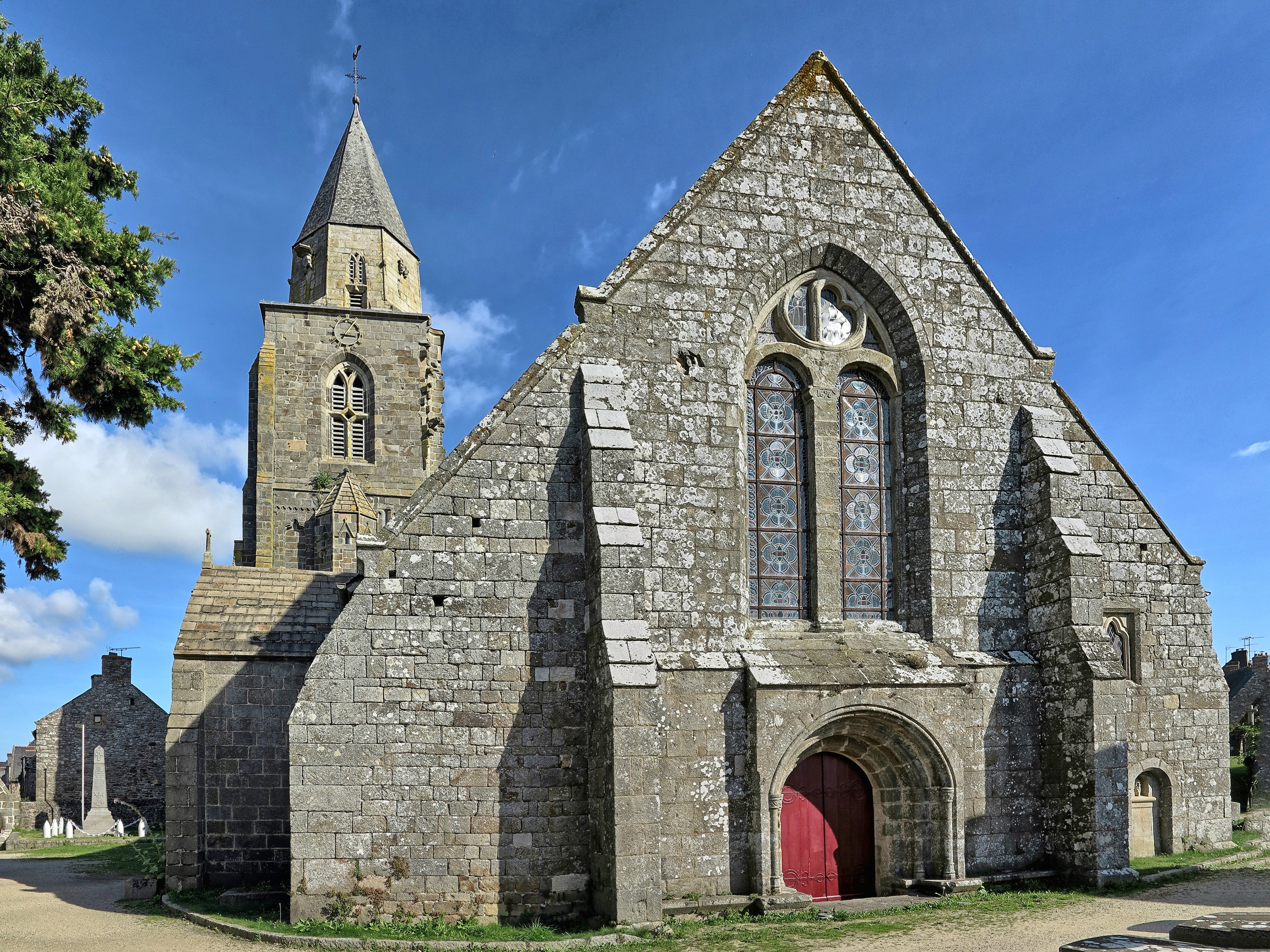
L'église de Saint-Suliac.
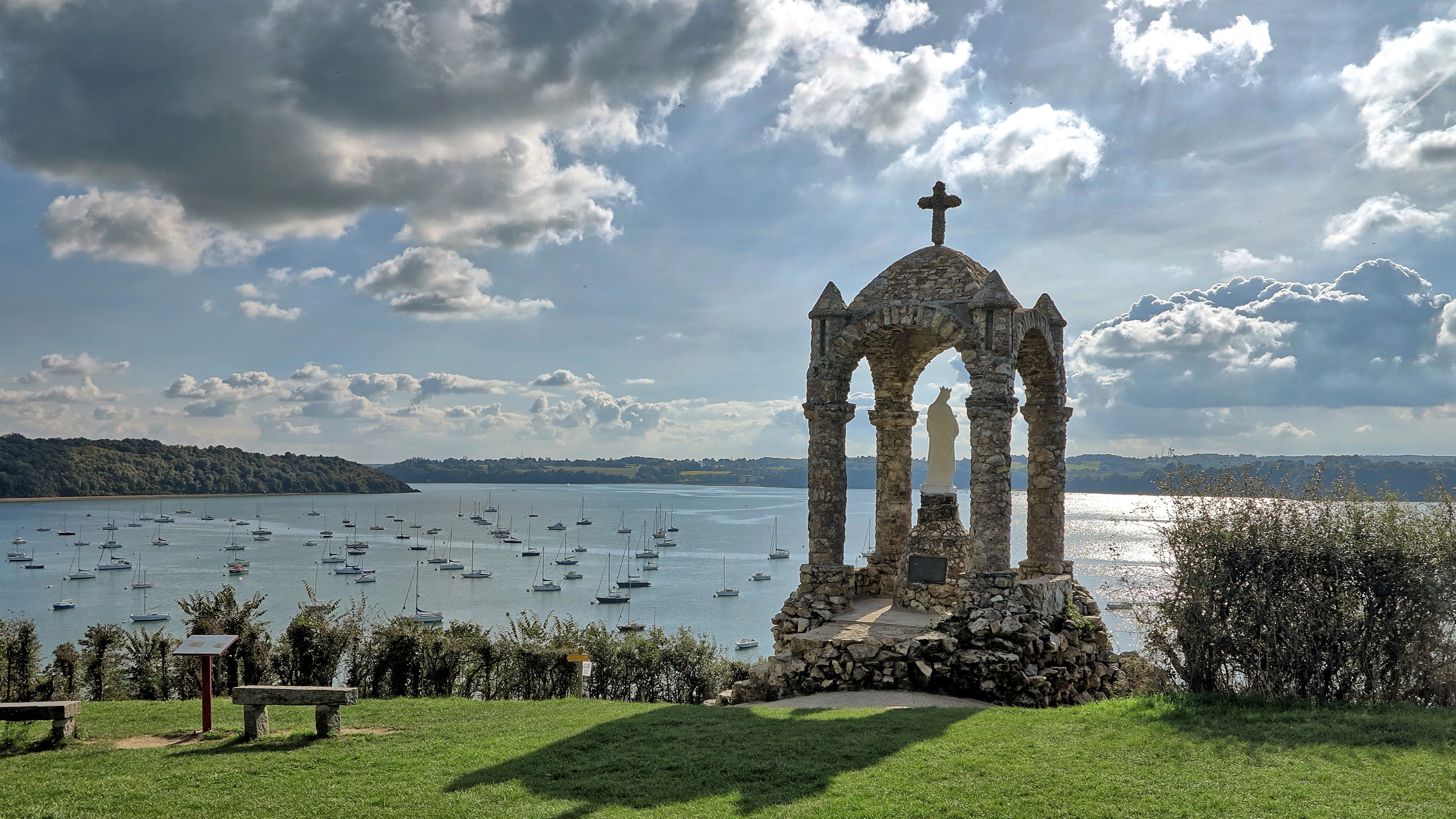
L'oratoire de Grainfollet.
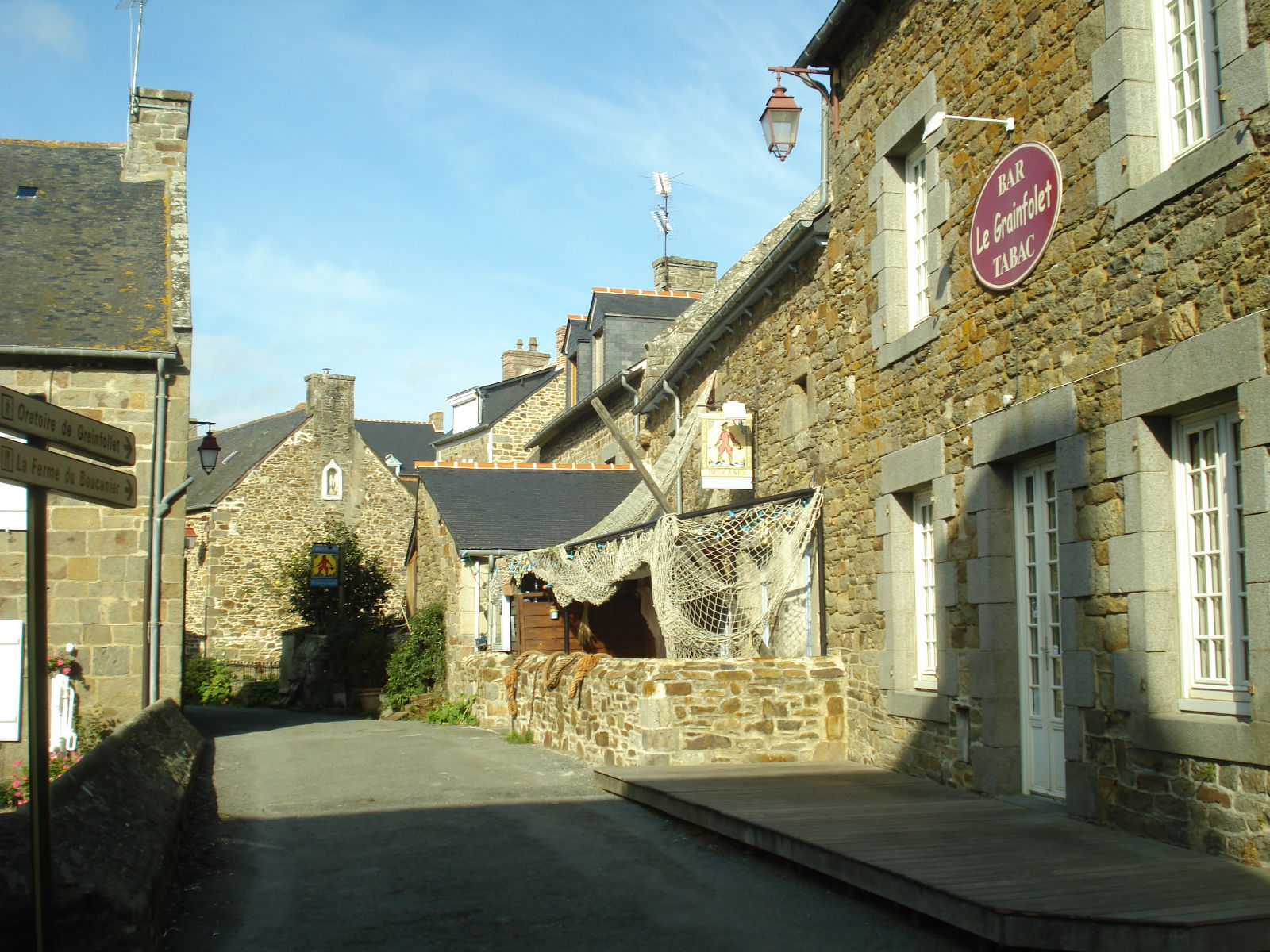
Maisons.
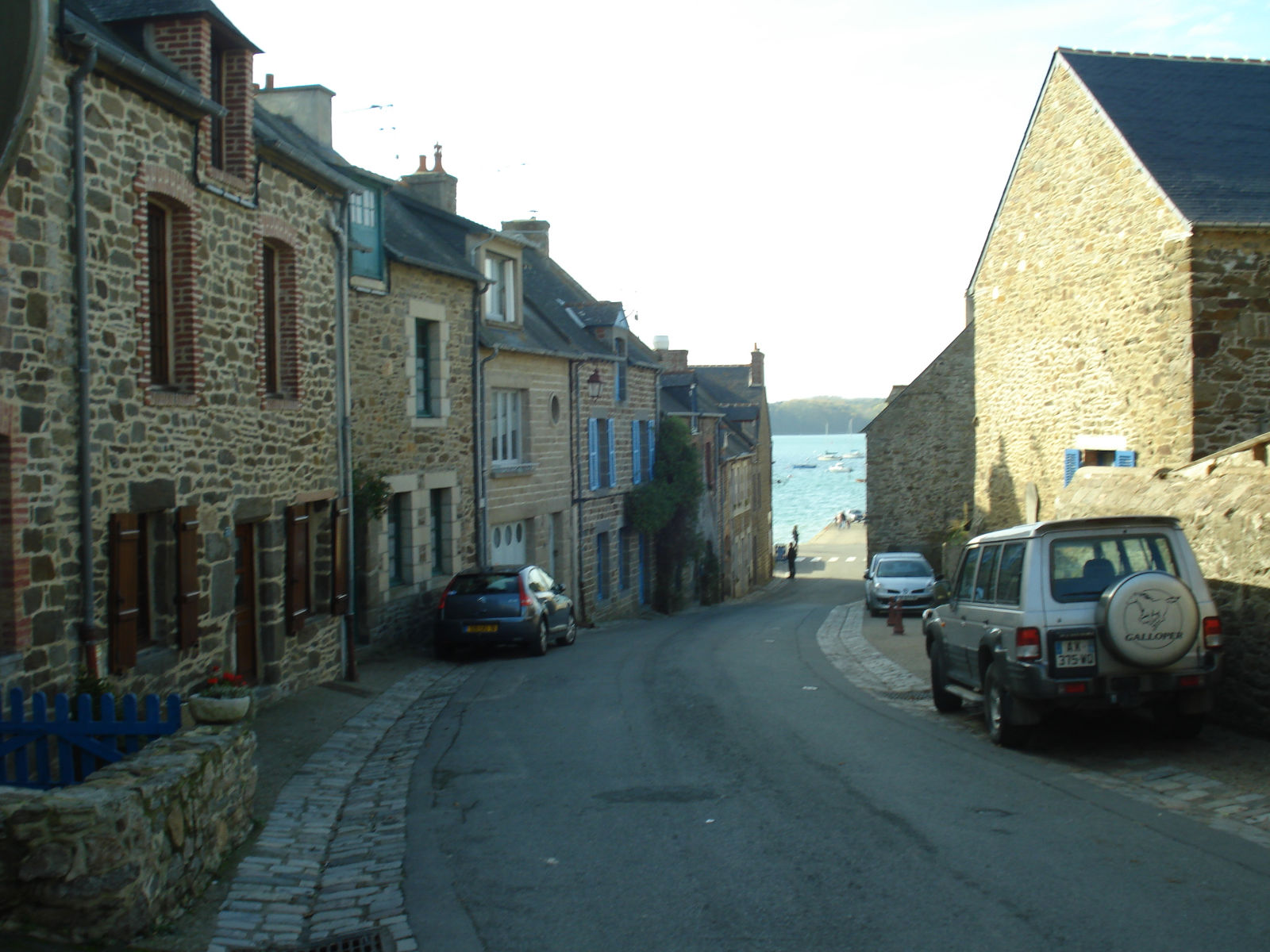
Maisons.
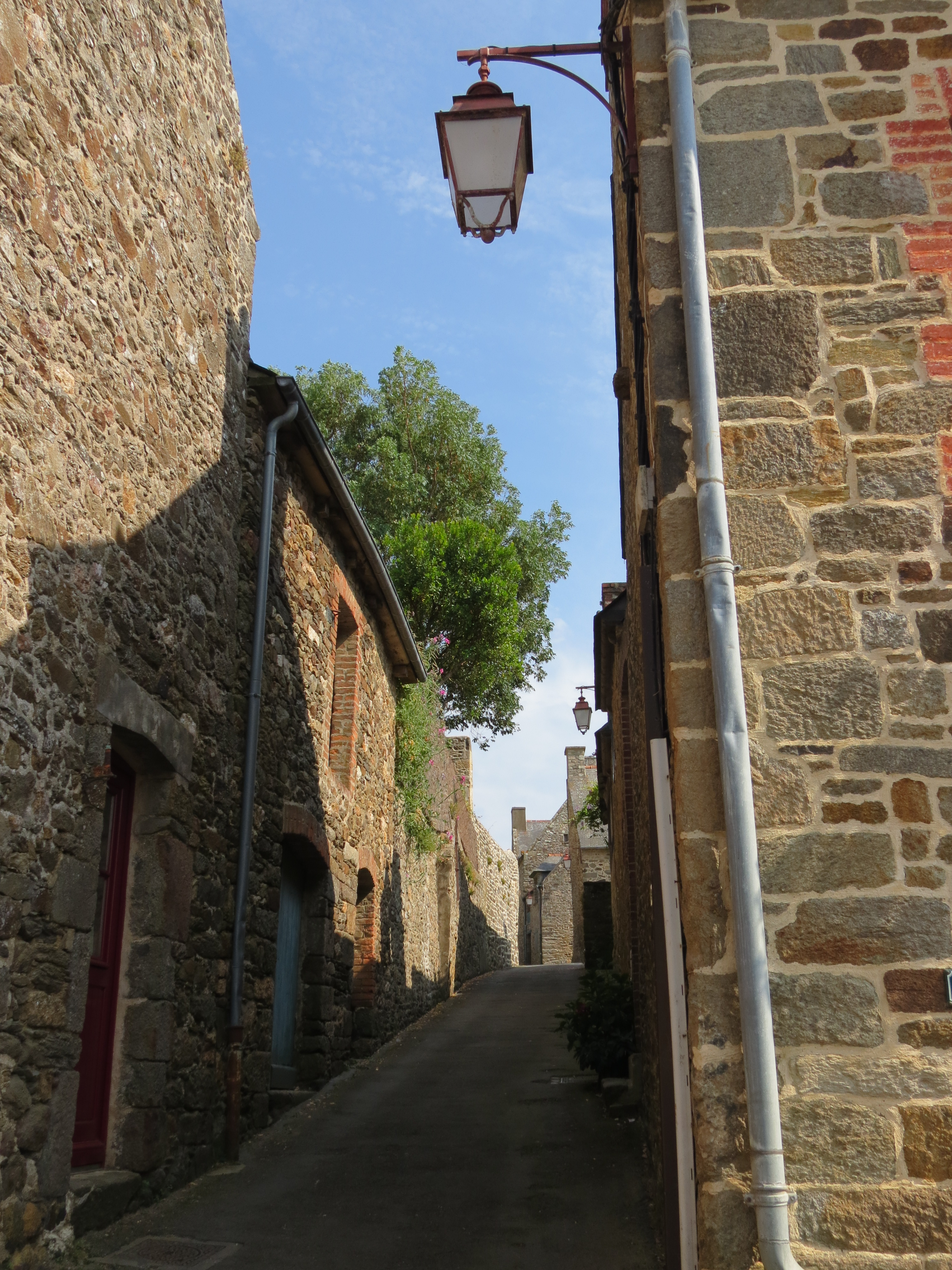
Vue d'une rue.

## Activité et manifestations

### Sports

#### Sports nautiques
- Le CNR, « Centre nautique de Rance, Club nautique de Rennes », association de pratique de loisir et sportive des activités de voile - planche à voile, optimist, laser, catamaran et habitable - et d'activités de voile scolaire et de découverte du milieu marin sous forme de journées scolaires ou de classes de mer, exerce ses activités tout au long de l'année. Situé sur le front de mer à Saint-Suliac, sur l'estuaire de la Rance et à Rennes, aux Landes et étangs d'Apigné. Le club a formé plusieurs champions de France de planche à voile. Il propose une formule originale d'accompagnement des jeunes à la formation de : moniteur de voile. Le CNR est affilié à la Fédération française de voile, agréé par le Ministère de la Jeunesse et des Sports et adhérent au réseau « École française de voile », il s'astreint au respect de sa Charte de qualité.
- L'association « Maria » La chippe de Saint-Suliac, entretient le bateau traditionnel de pêche aux lançons, avec sa voile au tiers et ses gros avirons (quatre hamblons). Elle navigue sur l'estuaire de la Rance, participe à des fêtes nautiques et rassemblements de vieux gréements, en France et à l'étranger.

#### Football
- L'Ommisport de Saint-Suliac, à son terrain de foot et son club de football amateur, de jeunes et de moins jeunes, deux équipes, au niveau départemental, en district 2 et district 5. Entraînements et initiations aux plus jeunes, débutants et poussins.

#### Athlétisme
- Terrain Multisports : situé derrière le camping et installé près de deux courts de tennis, cet équipement permet aussi aux écoles de disposer d'un outil pédagogique, où il est possible de pratiquer huit sports différents en libre accès et de nombreuses activités encadrées. L'ensemble comprend un terrain d'environ 360 m2, revêtu d'une pelouse synthétique souple, bordé par une solide main courante.
- Depuis 2002, le village accueille le week-end du 14 juillet un rassemblement de Fiat 500 et dérivés organisé par le club du même nom.

### Jumelages
Saint-Suliac est jumelée avec :
- Picherande, département du Puy-de-Dôme (France) depuis 2008.

## Personnalités liées à la commune
La commune ayant été créée au XIXe siècle par la séparation d'une partie du territoire de la commune de Saint-Suliac, les personnalités citées peuvent avoir ou non vécu sur la commune de La Ville-ès-Nonais.
- Saint Suliac, Tysilio ap Brochfael (548 ? – 640).
- Léonard Victor Charner, amiral (1797-1869).
- Alfred Adophe Caravanniez (1855-1917), sculpteur, artiste renommé.
- Hyacinthe Perrin (1877-1965), architecte DPLG.
- Roger-Edgar Gillet (1924-2004), un peintre de renommée mondiale.